# Il sogno di Tahiti
Il sogno di Tahiti (Gauguin the Savage) è un film televisivo del 1980 diretto da Fielder Cook e basato sulla vita del pittore francese Paul Gauguin.